# Hans Rahlff
Hans Frederik Theodor Rahlff (30. juli 1897 i Esbjerg – 22. februar 1975 i København) var en dansk funktionalistisk arkitekt.
Hans Rahlff var søn af grosserer Henry Theodor Rahlff og Eliza Kristina Rødgaard. Han blev student, blev forberedt til Akademiet af Helvig Kinch og C.V. Aagaard og gik på Bygmesterskolen 1915-17. Han gik på Kunstakademiets Arkitektskole 1918-24 og tog afgang 1926. Han var undervejs ansat hos Holger Rasmussen og havde egen tegnestue fra 1930.
Han fik K.A. Larssens legat 1922 og var på rejser i Italien og Tunis 1920 og mange gange i Frankrig, Italien, Spanien, Portugal, Tyskland, Østrig og Norden. Han udstillede på Charlottenborg Forårsudstilling 1954.
Hans Rahlff var ansvarlig for mange af tidens industri- og erhvervsbygninger, som han tegnede i kompromisløs funktionalisme. Hans hovedværk, Jaguar House på Frederiksberg for bilimportørfirmaet Vilh. Nellemann A/S, er trods præmiering nedrevet. Bygningen var med sine båndvinduer, hvide facader og industrielle æstetik en af de første gennemført modernistiske erhvervsbygninger i Danmark. Siden blev Rahlff konsulent for Bang & Olufsen, da dette firma skulle til at bygge ud i Struer.
Rahlff blev gift første gang 11. august 1927 i Vive Præstegård, Hadsund med korrespondent Else Tuxen Bjerg-Nielsen (navnet med bindestreg fra 11. maj 1926), (21. august 1905 i Pedersker – 13. marts 1996), datter af sognepræst Peter Bjerg Nielsen og Jenny Frederikke Tuxen. Han blev gift anden gang 3. september 1950 med cand.mag. Karen Kirstine Schumacher (10. juni 1917 i Hellerup – 7. februar 1995), datter af købmand Johannes Schumacher og Nielsine Johanne Marie Nielsen. Han blev gift tredje gang 1963 med lærer Lone Kirkegaard, men ægteskabet blev opløst 1973.

## Værker
- Bygning for firmaet Poul Rutzou & Co., Farimagsvej 16, Næstved (1926)
- Villa på Høegsmindevej, Gentofte
- Villa på Rosenstandsvej, Gentofte
- Villa Rygårds alle 48, 2900 Hellerup
- Villa på Frugtparken 12, Vangede, 2820 Gentofte
- Rødstensvilla, Strandvejen 21, Skodsborg
- Jaguar House (kontor-, lager- og servicebygning for Vilh. Nellemann A/S), Vodroffsvej 55-57, Frederiksberg (1938, præmieret af Frederiksberg Kommune 1940, nedrevet 1991)
- Tilbygning til forberedelsesskole i Roskilde, Dronning Margrethes Vej 6 (1940, oprindeligt 1914 af Holger Rasmussen)
- Bilsamlefabrik for DOMI A/S, Søndre Ringvej 35, Glostrup (1946, delvis nedbrændt og genopbygget ca. 1953)
- Fabriksanlæg for American Tobacco Co., nu Skandinavisk Tobakskompagni, Tobaksvejen 4, Søborg (1949-50, præmieret af Gladsaxe Kommune 1954)
- Ombygning for F.S. Bülow & Co., Toldbodvej 6, København (1950)
- Villa for fabrikant H.J. Jacobsen, Skodsborg Strandvej 21, Skodsborg (1950'erne, vinduer ændret)
- Administrationsbygning for Bang & Olufsen, Struer (1963)
- Bygningsanlæg for Danske Pelsauktioner, nu Copenhagen Fur, Langagervej 60, Glostrup (1962-66)